# Tsutomu Sonobe
Pour les articles homonymes, voir Sonobe (homonymie).
Tsutomu Sonobe (園部 勉, Sonobe Tsutomu) est un footballeur japonais né le 29 mars 1958 dans la préfecture d'Ibaraki au Japon.